# 代赫巴雷茲
代赫巴雷茲是伊朗的城市，位於該國南部，由霍爾木茲甘省負責管轄，距離首府阿巴斯港85公里，處於首都德黑蘭西南1,060公里，海拔高度191米，2006年人口30,060。